# Окое, Сэмюэл
Сэмюэл Гарба Окое (англ. Samuel Okoye Garba; 22 декабря 1947, Джос, Нигерия — 31 июля 1978, Насарава, Нигерия) — нигерийский футболист, защитник. Участник летних Олимпийских игр 1968 года.

## Биография
Родился 22 декабря 1947 года в нигерийском городе Джос.
Выступал за нигерийский клуб «Ранчерз Биз». Затем играл за команду из родного города, «Майгтю Джетс». Вместе с которой дважды становился финалистом Кубка Нигерии.
В составе национальной сборной Нигерии дебютировал 30 августа 1965 года в матче против Габона (4:1).
В 1968 году главный тренер сборной Нигерии Йожеф Эмбер вызвал Сэмюэля на летние Олимпийские игры в Мехико. В команде он получил 4 номер. В своей группе Нигерия заняла последнее четвёртое место, уступив Бразилии, Японии и Испании. Сэмюэл Окое на турнире сыграл двух играх и забил гол в ворота Японии.
Свой последний матч за сборную провёл 18 апреля 1971 года против Сенегала (1:2). Всего за сборную провёл 17 матчей и забил 5 голов.
После окончания карьеры футболиста он перешёл на тренерскую работу. Проходил тренерские курсы в Германии. Сэмюэл Окое погиб 31 июля 1978 года в автомобильной аварии в штате Насарава.